# Faustyna Młodsza
Faustyna Młodsza, Faustina, Annia Galeria Faustina (ok. 122 – 175) – najmłodsze dziecko (druga córka) Antonina Piusa i Faustyny Starszej. Była żoną cesarza Marka Aureliusza, matką co najmniej 14 dzieci; w tym cesarza Kommodusa. Otrzymała tytuł augusty.

## Wywód przodków
| 4. Aureliusz Fulwus   |  |                     |  |  |                     |
|                       |  | 2. Antonin Pius     |  |  |                     |
| 5. Arria Fadilla      |  |                     |  |  |                     |
|                       |  |                     |  |  | 1. Faustyna Młodsza |
| 6. Marek Annius Verus |  |                     |  |  |                     |
|                       |  | 3. Faustyna Starsza |  |  |                     |
| 7. Rupilia Faustina   |  |                     |  |  |                     |
|                       |  |                     |  |  |                     |

## Potomstwo z Markiem Aureliuszem
Dzieci z Markiem Aureliuszem
- Annia Aurelia Galeria Faustina (147 – po 165), babka cesarzowej Annii Faustiny,
- Gemellus Lucillae (zm. ok. 150), brat-bliźniak poniższej,
- Annia Aurelia Galeria Lucilla (148/150–182), siostra-bliźniaczka powyższego, żona współcesarza – Lucjusza Werusa,
- Titus Aelius Antoninus (po 150 – przed 7 marca 161),
- Titus Aelius Aurelius (po 150 – przed 7 marca 161),
- Hadrianus (152 – przed 7 marca 161),
- Domitia Faustina (po 150 – przed 7 marca 161),
- Fadilla (159 – po 192), babka cesarzowej Annii Faustiny,
- Annia Cornificia Faustina Minor (160 – między 211-217),
- Titus Aurelius Fulvus Antoninus (161–165), brat-bliźniak poniższego,
- Lucius Aurelius Commodus (161–192), brat-bliźniak powyższego, cesarz rzymski,
- Marcus Annius Verus Caesar (162–169),
- Vibia Aurelia Sabina (170 – przed 217).